# Від (Нью-Мексико)
Від (англ. Weed) — переписна місцевість (CDP) в США, в окрузі Отеро штату Нью-Мексико. Населення — 67 осіб (2020).

## Географія
Від розташований за координатами 32°47′49″ пн. ш. 105°31′52″ зх. д. / 32.79694° пн. ш. 105.53111° зх. д. (32.797002, -105.530974).  За даними Бюро перепису населення США в 2010 році переписна місцевість мала площу 23,27 км², з яких 23,26 км² — суходіл та 0,01 км² — водойми.

## Демографія
Згідно з переписом 2010 року, у переписній місцевості мешкали 63 особи в 34 домогосподарствах у складі 22 родин. Густота населення становила 3 особи/км².  Було 62 помешкання (3/км²).
Расовий склад населення:
| - 95,2 % — білих - 1,6 % — чорних або афроамериканців - 1,6 % — азіатів |

До двох чи більше рас належало 1,6 %. Частка іспаномовних становила 0,0 % від усіх жителів.
За віковим діапазоном населення розподілялося таким чином: 4,8 % — особи молодші 18 років, 52,3 % — особи у віці 18—64 років, 42,9 % — особи у віці 65 років та старші. Медіана віку мешканця становила 60,5 року. На 100 осіб жіночої статі у переписній місцевості припадало 117,2 чоловіків;  на 100 жінок у віці від 18 років та старших — 114,3 чоловіків також старших 18 років.
Цивільне працевлаштоване населення становило 14 особи. Основні галузі зайнятості: освіта, охорона здоров'я та соціальна допомога — 100,0 %.